# Apomecyna mimoguttifera
Apomecyna mimoguttifera là một loài bọ cánh cứng trong họ Cerambycidae.